# Michel Brown
Misael Browarnik Beiguel, mais conhecido como Michel Brown (Buenos Aires, 10 de junho de 1976) é um ator e cantor argentino

## Biografia
Iniciou sua carreira artística em 1993 no programa Jugate conmigo, produzido e apresentado por Cris Morena, posteriormente atuando em diversas novelas argentinas. Enquanto estudava atuação com Raúl Serrano, participou da série argentina Life College. Participou também do programa Juntos por un amiguito. Em 1996 interpretou Tommy na segunda temporada da novela Chiquititas. Um ano depois, estrelou a série de televisão Las chicas de frente.
Em 1999 mudou-se para o México para conseguir um emprego na Televisa, interpretando David na novela juvenil DKDA: Sueños de juventud. Também atuou em várias novelas da TV Azteca, como Lo que es el amor e Súbete a mi moto. 
Sua grande ascensão à fama veio em 2003, quando se tornou um dos protagonistas da novela colombiana Pasión de gavilanes, interpretando Franco Reyes.
Em 2004 protagonizou a novela Te voy a enseñar a querer, junto com Miguel Varoni e Danna García.
Em 2006 voltou à Colômbia para estrelar Amores de mercado, interpretando o jogador de futebol Diego ao lado de Paola Rey. Ele também dublou um personagem do filme Invading Neighbours. Participou da segunda temporada da série espanhola Física o Química, fazendo-se passar por Miguel Belaza, o professor de história e teatro.
Retornou à Colômbia em 2009 protagonizando a novela El fantasma del Gran Hotel com Ana Lucía Domínguez.
Em 2014, estrelou Amor sin reserva, ao lado de Paulina Dávila e sua esposa Margarita Muñoz.
Em 2016 voltou à rede norte-americana Telemundo com a série La querida del Centauro.
Em 2018 regressou à Televisa e protagonizou a novela Amar a muerte, junto com Angelique Boyer.

## Filmografia

### Televisão
- 2022: Pasión de gavilanes II - Franco Reyes Elizondo
- 2018: Amar a muerte - Jacobo Reyes / León Gustavo Carvajal Torres / Macario "El Chino" Valdés[7]
- 2018: Falco - Detetive Alejandro Falco
- 2016: La querida del Centauro - Gerardo Duarte
- 2016: Sr. Ávila - Daniel Molina
- 2014: Amor sin reserva - Diego Olivaterra Mendoza
- 2013: Mentiras perfectas - Dr. Santiago Ucrós
- 2012: Los Rey - Matías Rey San Vicente
- 2012: La Mariposa - Manuel "Amaury" Martínez
- 2011: A corazón abierto - Tomás Ballesteros
- 2011: Correo de inocentes - Gerardo
- 2010: Mentes en Shock - Dr. Diego Terra
- 2009–2010: El fantasma del Gran Hotel - Miguel Toro
- 2008: Física o química - Miguel Belaza
- 2007: Madre luna - Ángel Cisneros Portillos
- 2006: Decisiones - Daniel / Michel / Sebastián
- 2006: Amores de mercado - Diego "El Rayo" Valdez
- 2005: A tortas con la vida - Ele mesmo
- 2005: Aquí no hay quien viva - Ele mesmo
- 2004: Te voy a enseñar a querer - Pablo Méndez Gallardo
- 2003: Pasión de Gavilanes - Franco Reyes Guerrero
- 2003: Enamórate - Mariano
- 2002: Súbete a mi moto - Ricardo Narváez Soler
- 2001: Lo que es el amor - Christian Ocampo
- 1999: DKDA: Sueños de juventud - David
- 1998: Las chicas de enfrente- Facundo Arias
- 1996: Chiquititas - Tomás "Tommy" Linares Pintos
- 1993: Jugate conmigo - Animador

### Cinema
- 2016: Malcriados - Alex
- 2014: Cásese quien pueda - Erick
- 2010: Contratiempo - Diego
- 2009: Condones.com
- 2009:  Hora Cero  - Diego
- 2008: Pagafantas -Sebastián

### Teatro
- 1996: Chiquititas

## Discografia
- 1997: Michel